# Noruegos de Kola
Los noruegos de Kola (en noruego: Kolanordmenn; en ruso: Кольские норвежцы) fueron noruegos que colonizaron la costa de la península de Kola en Rusia.

## Historia
En 1860 el zar ruso Alejandro II concedió el permiso para asentamientos noruegos en Kola. Alrededor de 1870, decenas de familias de Finnmark en el norte de Noruega partieron hacia la costa de Kola, atraídos por las perspectivas de la pesca y el comercio. Las autoridades rusas les concedieron privilegios de comercializar con Noruega.
La mayoría de ellos se establecieron en Tsypnavolok en el extremo más oriental de la península de Ribachi. Otros se establecieron en Vaydaguba en el extremo noroeste de la misma península. Se desarrolló una sociedad vibrante, manteniendo contacto con Noruega, en especial con la ciudad de Vardø. Algunos colonos regresaron a Noruega poco después de la Revolución Rusa de 1917, pero la mayoría de ellos permanecieron en Tsypnavolok. En 1917 tal vez alrededor de 1000 vivían en Kola.
El 23 de junio de 1940 Lavrenti Beria del NKVD ordenó al Óblast de Múrmansk, que abarcaba toda la península de Kola, limpiarla de "extranjeros". Como resultado, toda la población de Noruega fue deportada para reasentarse en la RSS Carelo-Finesa. Pronto tuvieron que mudarse de allí también, debido a la invasión finlandesa de la Unión Soviética en 1941. En la primavera de 1942, una gran proporción de noruegos murieron de hambre y desnutrición.
A pesar de que muchos habían servido en el Ejército Rojo, no se les permitió regresar a sus hogares en Kola después del final de la Segunda Guerra Mundial. Muchos niños fueron criados sin aprender a hablar noruego.

## Historia reciente
Después de 1992, algunos descendientes de los colonos originales comenzaron a enfatizar sus antecedentes familiares, aunque solo unos pocos habían sido capaces de mantener un conocimiento rudimentario del dialecto de Vardø de la lengua noruega. Algunos ya han emigrado a Noruega en la actualidad. Existen disposiciones especiales en la ley de inmigración de Noruega que facilitan este proceso, aunque por lo general es menos permisiva que los que pertenecen a otros países que operan un "derecho de retorno". Con el fin de obtener un permiso para ir a Noruega y trabajar allí, un ciudadano extranjero debe mostrar una conexión adecuada para el país, tales como tener dos o más abuelos que nacieron allí. En cuanto a la ciudadanía, se otorga en las mismas condiciones que a cualquier otra persona, cuya base incluye la renuncia formal de la ciudadanía de origen. Para el año 2004 aproximadamente 200 noruegos de Kola se habían establecido en Noruega.
En 2007, el pequeño pueblo de Puerto Vladimir, el último bastión de los noruegos de Kola, perdió su reconocimiento oficial debido a la despoblación. Solo 98 personas se identificaron como noruegos en el censo de 2010 de Rusia, incluyendo 20 en San Petersburgo, 11 en Múrmansk, y 4 en Carelia.